# Carola Cecília
Carola Cecília, Carola Vogel (Boroszló, 1867. november 5.–Graz, 1942. szeptember 22.) énekesnő, primadonna

## Élete
Az első nemzetközi értelemben vett sztár énekesnő, táncosnő a monarchián belül a 19. század végén és a 20. század elején, aki hatalmas karriert futott be Magyarországon. Blaha Lujza, Fedák Sári, Honthy Hanna, Gábor Zsazsa előképe, mégis róla tudni a legkevesebbet. Újságok, plakátok, színházak ünnepelték amerre járt, a pesti éjszaka királynőjének hívták. A femme fatale, akiért megőrültek a férfiak, és akire titokban hasonlítani akartak a nők. Gyerekkoráról nagyon keveset tudni, annyi bizonyos csak, amit elmesélt a sajtónak, de ez nagyrészt legendagyártáson alapult. A 8 Órai Újság 1930-as cikke szerint vadászok találtak rá egy boroszlói búzaföldön, egy cetli volt mellette, az volt ráírva: Ich heisse Carola Vogel. (A nevem Vogel Karola.) A vadászok magukkal akarták vinni a csecsemőt, ekkor nő szaladt utánuk és egy aranyláncon fityegő amulettet adott nekik azzal, hogy az is a gyerekhez tartozik. A történet szerint Carola soha többet nem vette le a nyakából.

A legvalószínűbb bírósági válóper szerint a teljes neve Vogel Wilhelmina Cecília Klotild Auguszta. Berlinben nőtt fel és 16 évesen Bécsbe került, a Jantsch Theaterbe, ahol egy Raymund-tündérjátékban énekelt betétet. Somossy Károly, a híres orfeumigazgató azonnal felfedezte és leszerződtette. Először csak sanzonokat énekelt, de rövidesen akkora sikere lett, hogy az egész műsort rá építették, és a 80-as évek közepétől egészen az 1910-es évekig elképesztő sikereket ért el mindegyik színházban, ahol megfordult. Fellépett többek között Pesten, Berlinben, Bécsben, Párizsban és Szentpéterváron. 
Látta-e már Budapestet éjjel
Ha nem látta, nézzen kérem széjjel,
Ne töltse az éjszakákat alva,

így lesz önnek Pestről is fogalma ...
Ezt a dalt énekelték többek között a Somossy Orfeumban, ezt ismerte egész Pest a 80-as 90-es években.

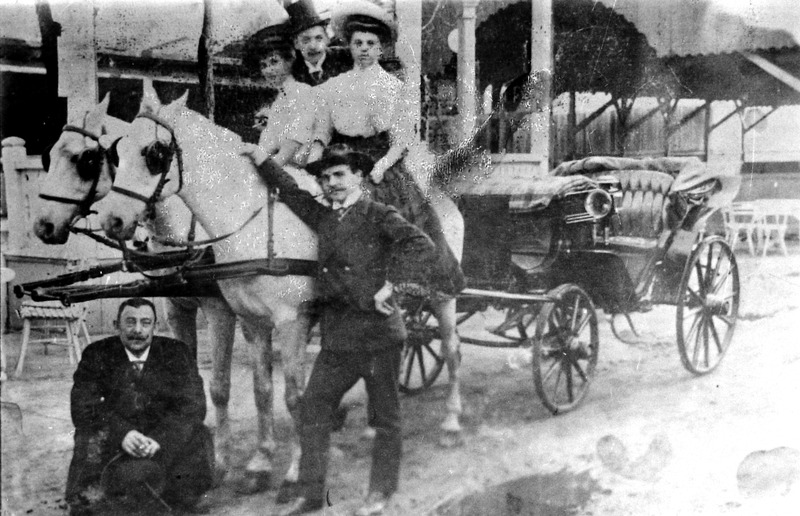
Egy kevésbé ismert Krúdy-fotográfia, amely a századforduló táján készült a városligeti Ősbudavárában. A kép egy fiákért és több személyt ábrázol. A bakon két hölgy ül, Carola Cecília és Hédidédi, közöttük hajol előre egy cilinderes ifjú, Krúdy Gyula.

Mai fejjel nehéz elképzelni, hogy a fényképek alapján teljesen hétköznapi asszonynak tűnő hölgyért, hogyan őrültek meg az emberek. Ő pedig pontosan tudta ezt és ki is használta. Kérőit, udvarlóit a legmagasabb körökből válogatta és szép lassan az összes vagyonuktól megfosztotta őket. Az újságok felváltva foglalkoztak pikáns ügyeivel, így sikeresen tematizálta a közéletet és elérte, hogy mindig középpontban legyen, a színpadon és azon kívül is. Azt tartották róla, ha kiöltözött, úgy nézett ki, mint egy ékszerbolt kirakata. Krúdy Gyula is megírta az alakját a Vörös Postakocsi című regényében. „Aki egykor megírja Budapest történetét, Somossy Károly és Carola Cecília alakjáról nagyon sokat írhat. Ők tanították meg lumpolni a várost.” Sokáig a Gyár utca 36. szám alatt lakott. (Ma Jókai utca 10.)

## Férjjelöltek és házasság
Lazarovits Zdenkó a bácskai (bánátI?) nábob, nagy-szredistyei birtokos
A bácskai fiatalember halálosan beleszeretett a Somossy Orfeum sztárjába. Minden este a nézőtéren ült, virágerdőkkel halmozta el Carolát. Volt, hogy kibérelte az egész orfeumot és ő ült egyedül a nézőtéren, felváltva nézte a daljátékokat, a Bogár Imrét, a Rigó Jancsit, a Chimay hercegnőt és az Asszonyregimentet, ez utóbbit 578-szor nézte végig. Ha megunta az előadást csak kiáltott egyet és már utaztak is le egy különvonattal Szegedre vacsorázni. Ha rá akart gyújtani, azt mondják száz és ezerforintosokból tekert szivart magának és elfüstölte a pénzét. Ami a valóságban is így történt, a dúsgazdag temesmegyei birtokos utolsó férfi sarja Versecz közelében másfélmilliót érő birtokot örökölt. Pezsgőben fürdette kedvesét, fekete orosz trapper lovakat vásárolt neki és egy díszhintót, és a lovakat nem párban, hanem egyenként, sorban fogta a hintó elé, és így rendeztek fogathajtó versenyt az Andrássy úton. (Ujság – 1937. Július 25. 13.o.) Birtokot és palotát is vett neki. (Magyarság 1935, január 13, 34.o.)
Gyárfás Dezső leírása szerint két év alatt hárommillió forintot költött a nábob Carolára. (csak összehasonlításképpen: a Somossy mulató, a mai Budapesti Operettszínház közel 800 ezer forintba került) Amikor a pénz elfogyott, Carola dobta a férfit és új udvarló után nézett. Ambrus Zoltán szerint 24 millió koronáról volt szó.
Edward walesi herceg
Több újság is pletyka szinten tárgyalta Carola Cecília és a walesi herceg – későbbi angol uralkodó állítólagos flörtjét, kapcsolatát. (Hétfő – 1942. november 23.)
Sturdza Viktor
1904-ben írja a Békés Megyei Közlöny, hogy Sturdza Viktor, a román miniszterelnök 28 éves fia eljegyezte Carola Cecíliát. A primadonna úgy szerepelt a román újságokban, mint a párizsi Folies Bergère primadonnája. (a geni.com szerint Dimitri Sturdza miniszterelnök fiát Alexandru Sturdza-nak hívták és ekkor már legalább 35 éves volt)
John Cray
1896. május 25-én házasságot köt John Cray, magyar nevén Kray Sándor (sic!) afroamerikai artistával, akivel 1907-ben viharos körülmények között elválnak.
Steinitz Gyula
A tartalékos hadnagy, bőrbizományost sikkasztásért tartóztatták le, a híradások szerint Carola bőkezű udvarlója volt. (1898.09.14. Budapesti Hírlap)
Protopopov Miklós
Orosz milliomos fia, aki a Venedig in Wien helyen megismerkedik Carolával és 84.000 korona adósságot hagynak hátra, amit nem akart kifizetni. (Pesti Napló, 1905. július 20.)
Csernaházi Bod Elek
Földbirtokos. Versenylovakat vett Carolának és nyaralót építtetett neki. (1906. október 7. Pesti Napló)
Ferdinand Rück
Rendező, színész. (Pesti Napló, 1920. február 8.)
Lindenbeaum Maxi
Vászonnagykereskedő, aki elverte az egész vagyonát pezsgőre és ékszerekre Carola miatt.
Módos Jancsi
Nagybirtokos fia, aki ha Carola fellépett, a legdrágább francia pezsgőből hozatott minden asztalra a Somossy Orfeum Télikertjébe.
gróf Karácsonyi Aladár
A leírások szerint a játékszenvedélye és a Carola Cecíliára költött összegek tették tönkre (Pesti Napló 1913. 05. 16.)
Müller Mátyás
A Csokonai Színház helyettes karnagya, huszártiszt, a szabadkai császári és királyi 4. huszárezrednél. Minden pénzét az akkor a Prugmayer Orfeumban fellépő Carolára költötte

## A betegség
1892-ben elkapja a tífuszt, amitől kihullik a haja. Innentől parókában jelenik meg mindenhol. Összes kortársa és irigykedő pályatársa abban reménykedett, hogy a karrierjének ezen a ponton lőttek, de ő még nagyobb sikerekkel tér vissza és megállíthatatlan. "Reichsberg Hansi, Elemi Mariska, a Prugmayer és a Herzmann-Orfeum, az „Imperiál" dalcsarnok a Váci-úton, a Mandl-mulató a Király-utcában, az Újvilág a város végén, azon a telken, ahol most a Vígszínház áll, mind azt hitte, hogy most aztán az övék a világ..." (8 Órai Ujság, 1930. január 8.)

## Perek, botrányok
Ellenfeleit vagy a színpadon, vagy a tárgyalóteremben győzi le, sok per is indul ellene a bíróságokon, de ezeket a becsületbeli ügyeket mindig megússza.
1892. július 1. Pesti Hírlap – Baldácsi Glock Anna felperes, Carola Cecília alperes ellen becsületsértés és ütlegelés címén. Máriaffy bíró, jegyző: dr. Löblin Henrik. A szeptemberi 17-i Pester Lloyd szerint egymást sértegette a két nő a színpadon.
1892. október 10. Pesti Hírlap – Carola gyémánt ékszert javíttatott, de az árát elfelejtette kifizetni, ezért pert indított ellene az ékszerkereskedés
1892. október 21. Pesti Hírlap – párszáz forintos tartozás miatt elárverezik az ingóságait és bútorait Carolának
1893. február 28. Pesti Hírlap – Carola megvádolja a szobalányát Granovszky Erzsébetet, hogy ellopta a gyémánt karperecét és több üveg pezsgőt, ezért a szobalány visszaperelte őt. (később kiderült, hogy Tihanyi Irma lopta el a karperecet.)
1894. május 6. Pesti Hírlap – tanúként idézik be egy becsületsértési perben – nagy mulatságot okoz a bíróságon tett megjegyzéseivel
1895. június 11. Pesti Napló – Carola-Holzer ügy. Holzer Jakab, orfeumi alkalmazott megsértette becsületében Carola Vogel Cecília boroszlói születésű énekesnőt.
1897. február 24. Reichsberg Hansi a kulisszák mögött megjegyzést tett Carolára és új férjére, az afroamerikai származású John Cray-re. Erre Carola olyan megjegyzéseket tett Hansi kisasszonyra, hogy az beperelte őt a bíróságon. Carola annyira izgatott lett, hogy képtelen volt a színpadra lépni, és próbálta elmagyarázni igazgatójának, Somossy Károlynak, hogy csak akkor képes egy légtérben lenni Hansi Reichsberggel, ha visszavonja a pert. Somossy nem akart beavatkozni, a per nem lett visszavonva, Carola pedig nem ment el az előadásra. Ezért Somossy perelte be 5000 forint kötbér megfizetése mellett, mert szerződést szegett. Carola ekkor beperelte saját igazgatóját 600 forintra, és a Fővárosi Királyi Bíróság másodfokú ítélete szerint Somossyt kötelezték végül a díj megfizetésére. (Pester Lloyd)
1903. július 23. Pesti Napló – Carola a berlini Apollo Theaterben vendégszerepelt és egy Braun nevű tenorista volt a partnere. Nem volt hajlandó a szerep szerint megcsókolni, de a tenorista az előadáson mégis megcsókolta. Ezért a kulisszák mögött összekarmolta az énekest, aki viszont lekevert Carolának két nagy pofont. A művésznő azonnal felbontotta húszezer márkás szerződését és elutazott Berlinből.
1903. december 30. Carola Berlinben szerepelt és ott beleszeretett Kőmíves Károly berlini gyógyszertáros. Mikor Carola elutazott a városból strichinnel megmérgezte magát.

## A Wlassics-botrány

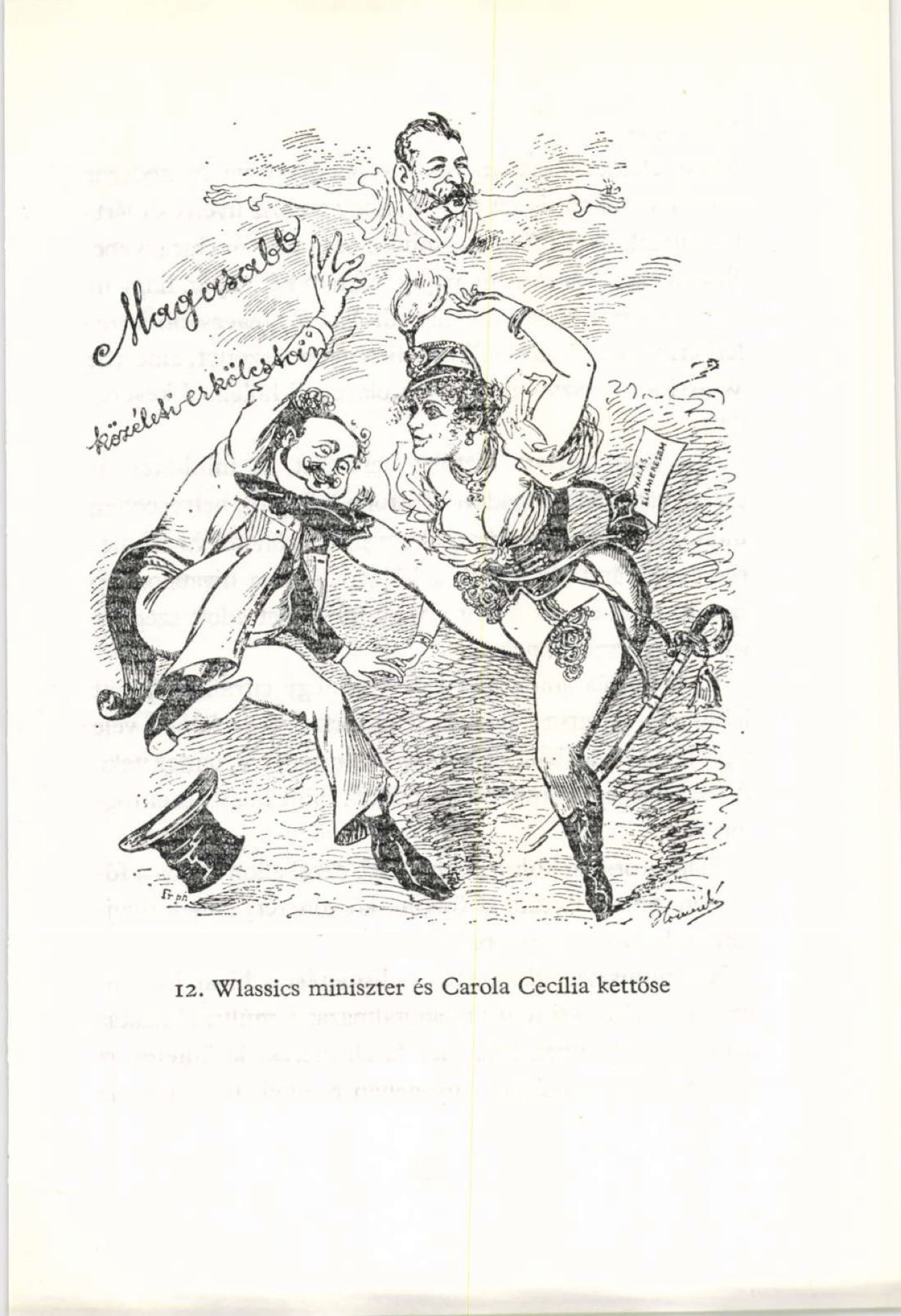
Karikatúra Carola Cecília és Wlassics Gyula kettőséről a Bolond Istók című élclapban 1896-ból

Ez a botrány remekül bemutatja az adott kor képmutatását és prüdériáját. Miközben éjszaka az egész város Carola Cecília lába előtt hevert, nappal úgy tettek, mintha nem is ismernék. Carola Cecília a századforduló egyik hideg téli napján 1200 forint értékben adományozott téli ruhát szegény gyerekeknek. Ezt dr. Wlassics Gyula vallás- és közoktatásügyi miniszter nyílt levélben köszönte meg, ebből pedig világraszóló botrány lett, még a parlamentben is felszólaltak miatta, lejáratva a politikust. Mert ilyen életű nővel nem lehet szóba állni, kikérte magának minden jóízlésű polgár. Egyedül Horváth Gyula lapszerkesztő védte meg a minisztert, azzal, hogy a pénznek nincs szaga és akárki adja, illik megköszönni. A korabeli sajtó azt írta: "...tisztességes nő inkább meghalna, mint hogy kezet fogjon vele..." Wlassics Gyulának majdnem a politikusi karrierjébe került ez a fiaskó.

## Turnék, vendégjátékok, fellépések
1889. október 1. Caroláról írnak, aki a Práter színpadáról Pertl Orfeumában (ami valószínűleg a Danzer Orfeum, csak C. W. Pertl úr vezeti) debütált nagy sikerrel és vastapssal. Kuplékat énekelt melyeket Ertl karmester írt számára.
1889. november 28. Danzer bécsi Orfeumában lép fel szintén.
1890. szeptember 25-30. A Berliner Börsen-Zeitung szerint az újonnan felépült Concordia Theater-ben lép fel. (Berlin, Friedrichstrasse 218.) Az Ich heisse Carola című pikáns dalt énekli, ezzel mutatkozik be Berlinben. Rögtön sikert arat. Az újságok szerint elsőre látni, hogy inkább Carola, mint Cecília, mert kevésbe "szent", amit csinál.
1890. január 3. a bécsi Danzer's Orpheumban.
1891. április 12. Danzer's Orpheum
1891. Otthagyja Somossyt és átszerződik a Herzmann Orfeumba és a Semiramis c. operettben lép fel
1892. Herzmann Orfeumban az évad szenzációja a "miniatűr cirkusz" Carola Cecília főszereplésével, amiben 17 kutyát és 4 lovat szelídített meg.
1893. március 6. Búcsúzik a magyar közönségtől
1893. szeptember 14. A Spiritiszták bemutatója a berlini Wintergartenben. Szereplők: Cäcilie Carola (Graf Dalnoky), Jenny Manchetti (Prinzessin) , Grete Kumorowska (Rothtraut), Gertrud Stengel (Duczy), Herren Franz Arnold (Fürst), Bernhard (Neuman) (v. Keilt) – Norddeutsche allgemeine Zeitung
1893. július 20-án visszatér egy előadásra Rück Ferdinánd színész, rendező kedvéért az Első Orfeumba
1893. szeptember 5. zajlanak a berlini Wintergartenben a Spiritiszta próbái, melyet Rajna Ferenc írt Wilhelm Rosenzweig zenéjére. Több, mint 200-szor futott Pesten és ez a darab alapozta meg Carola Cecília magyarországi sikereit. Norddeutsche allgemeine Zeitung
1893. december 17-24-31. Danzer's Orpheumában vendégjáték Bécsben.
1894 januárjában is visszatér pár előadásra az ideiglenes Orfeumba a Vörösmarty és Podmaniczky utca sarkán
1894. január 10. a bécsi Danzer's Orfeumban lép fel.
1895 májusában ismét vendégszerepel Magyarországon – júniusban ismét sok operettben szerepel
Egy előadáson, ami a SZENT ISTVÁN napi megemlékezésekre készült augusztus 20-án, elénekelte a személyzet és a nézőtér is a Himnuszt és a Szózatot is. Carola Cecília egész este németül énekelt, mire a közönségből ritmusosan kiabálni kezdtek, hogy: "Magyarul, magyarul!" Carola kénytelen volt belekezdeni pár magyar dalba, mire megnyugodott a tömeg.
1895 augusztusában beteg lehetett, mert szeptemberben már a felépüléséről írnak.
1895. szeptember végén utolsó fellépése a Somossy Mulatóban
1895. november 27. új darabban látható vendégként: a Dragonyosokban. Caston herceg: Carola Cecília, Paquerette: Reichsberg Hansi
1896. január 17. ismét búcsúfellépés a Bogár Imre című darabba
1896 január 15-én írja a Pesti Hírlap, hogy 1200 forint értékben felöltöztetett téli ruhával édességekkel ajándékozott meg nehézsorsú gyerekeket és megebédeltette őket. (Ebből lett később a Wlassics botrány)
1896. március – Carola Cecíliát Bécsbe hívják szerepelni
1896. március 22. Apolló nászútja – Reichsberg Hansival szerepel együtt ebben a darabban
1896. április 30. Asszonyi párbaj Bubolinszka Praszkovia grófnő – Carola Cecilia, Boguszlávszko Jeleno grófnő – Reichsberg Hansi
1896. május összeházasodik John Cray afroamerikai artista-táncossal
1896. május – egy kereskedő pert indít ellene 200 forint hiteltartozás miatt
1896. május 29. Reichsberg Hansi bepereli Carolát a bíróságon, mert az Asszonypárbaj c. operett után a kulissza mögött is összeverekedtek. Reichsberg Hansi megjegyzést tett a házasságára, mire Carola megpofozta a színésznőt.
1896. június 25. – a berlini Wintergartenben vendégszerepel (Berliner Börsen-Zeitung, Morgen-Ausgabe)
1896. leszerződik a szentpétervári Alcazar Theater-be (művészeti vezető: Alexander Segall)
1896. 06.10. A Berliner Tageblatt und Handels-Zeitung azt írja véget ért a moszkvai szerződése és visszatér Berlinbe az ünnepelt sztár, hogy vendégjátékával a nagyérdeműt szórakoztassa a Wintergartenben.
1897. – visszatér Oroszországból gyémántokkal megrakva
1898 márciusában tervezi, hogy átveszi a Somossy mulatót és kibéreli évi 70.000 forintért, annak nehéz helyzete miatt. Egy titokzatos orosz milliomos segíti a háttérben. (Pesti Hírlap, 1898)
1898 január-április Somossy Orfeum (Pester Lloyd)
1898-ban az Apollo Theaterben szerződtetik Berlinben. (Frau Luna főszerep, Im Reiche des Indra)
1899. Január 1. Az Apollo Theater sztárja Carola Cecília
1899. Február 1-28. A bécsi Ronacherben lép fel nagy sikerrel.
1901-ben lejár a hároméves szerződése az Apollo Theaterben Berlinben, újabb 3 éves szerződést ír alá.
1901. szeptember 25. Carola az Új-Somossy Orfeumba megy régi direktorához, Somossy Károlyhoz fellépni.
1901. november 17. Utolsó előadások a König Aqua című darabból Carola Cecília szereplésével, mielőtt szabadságra megy
1901. január 11. Nakiris Hochzeit – bemutató a berlini Apollo Theater-ben
1901. február 10. Apollo Theater – Zehn Mädchen und kein Mann – Burleszk operett Franz von Suppé-tól, főszereplők: Carola Cecília, Robert Steidl
1901. december 4. Az Új-Somossy Mulató megnyitójára primadonnaként eljön
1902. április 2. a Berliner Tageblatt und Handels-Zeitung közöl kritikát a Lysistrataról Carola Cecíliával
1902. június 12. Berlin – Cecília megfázott és tüdőgyulladást kapott. A berlini újság szerint bármelyik órában meghalhat.
1902. szeptember 3. 155. alkalommal játsszák a Lysistrata-t a berlini Apollo színházban. Carola Cecília és az előadás semmit sem vesztett korábbi fényéből.
1902. november 8. A Nakiris Hohczeitról írt kritika a Norddeutsche allgemeine Zeitung-ban, ami dicséri Carola előadásmódját és a darabot is, habár felrója a cselekmény gyengeségét.
1903. Indra című operett Budapesti bemutatója, február 16-án a Fővárosi Orfeumban a szerző Paul Lincke vezényletével
1903. május 17. – Berlinben játssza a Liebesinsel főszerepét Estellát.
1903. december 8. – Berlinben felpofozza egy Braun nevű tenorista – Carola azonnal szerződést bont és távozik – a színház perelni akarja (Pesti Hírlap, 1903. december)
1904. július 14. Eljegyzi a román miniszternök fia, Sturdza Viktor
1905. augusztus 9. – a berlini Apollo Theater új bemutatót tervez, Ámor isten címmel Paul Lincke új operettjét, ehhez a főszerepre Carola Cecíliát kérték fel Ekkor említik utoljára a berlini lapokban.
1905 – a gráci Orfeumban lép fel. (Grazer Tagblatt, 1905. Július 28.)
1914-ben, 1923-ban Bécsben él
1930-ban Fedák Sári meglátogatja Drezdában
1942. szeptember 22. meghal Grác közeli birtokán.

## A drezdai évek

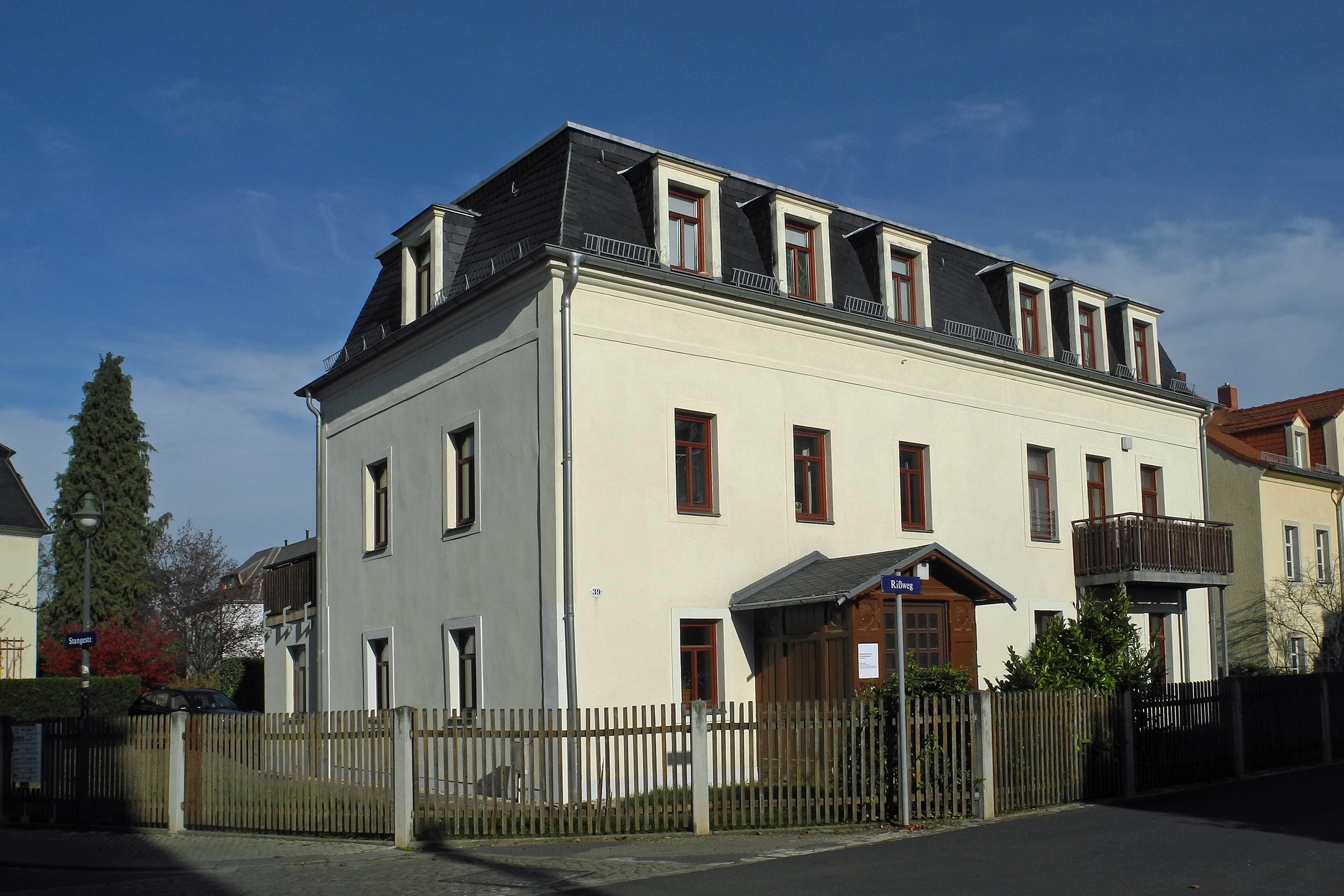
a Die Erholung – napjainkban

1930-ban Drezdában él és feleségül megy a drezdai operaház vezető tenorjához. Panziót nyit a Weisser Hirsch környékén, Fedák Sári és Rökk Marika is meglátogatják, az addigra idős asszony hallani sem akar Budapestről, a régi sikerekről, beszélni sem hajlandó a múltról. Valószínű, hogy a Rissweg 39 Archiválva 2021. december 21-i dátummal a Wayback Machine-ben szám alatti panzió-étteremről van szó az "Erholung", ebben látogatta meg Rökk Marika is. A nácizmus előretörésével a Weißer Hirsch villanegyedből Drezdában száműzik a nem német nemzetiségűeket és a zsidókat. Elképzelhető, hogy ennek következményeként később már Ausztriában tartózkodik Graz-i birtokán és ott hal meg 1942-ben, vagyonát szétosztotta a szegények között.

## Főbb szerepek
Frau Luna – zeneszerző: Paul Lincke
Venus auf Erde – zeneszerző: Paul Lincke
Lysistrata – zeneszerző: Paul Lincke
Indra (1903) – Im reichs des Indra – zeneszerző: Paul Lincke
Asszonyregiment (Frauenbatallion) – Carola Cecília, mint dragonyos tiszt (több, mint ezer előadással – "Carola Cecilia is kibontja az orfeum színpadán a trikolort, mikor a Hölgyzászlóalj utolsó kvadrillja következik; az egész ország tapsol, mikor kisérlet történik a Hentzi-szobor felrobbantására." – Magyarország, 1917. március 11.
Bogár Imre (bemutató: 1895. július 5. Gróf Pereszlényi Piroska szerepében Carola Cecília) a darabban elhangzó népdal játékot is ő adja elő.
Rigó Jancsi
Chimay hercegnő
A fáraó felesége
Artilleria Rusticana (1892) – A Parasztbecsület paródia operettje, Carola Santuzza-t alakítja
Giardinetto – 14 szerepet játszott benne – főbb szerep: A gerolsteini nagyhercegnö
Damenduell – Hansi Reichsberg volt a partnere
A dragonyosok (Az oroszlán ébredése) – operett. Caston herceg: Carola Cecília, Paquerette: Reichsberg Hansi. Bemutató: 1895. 11. 27.

## Emléke

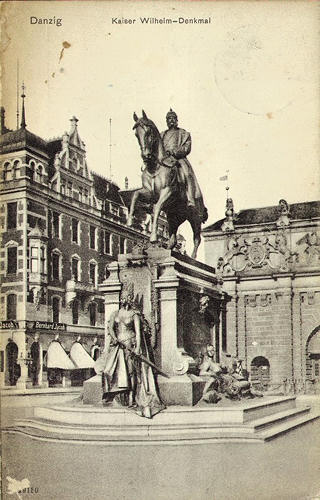
A Vilmos császár emlékmű Danzig-ban (Gdansk), a lovasszobor előtti amazont Carola Cecíliáról mintázták

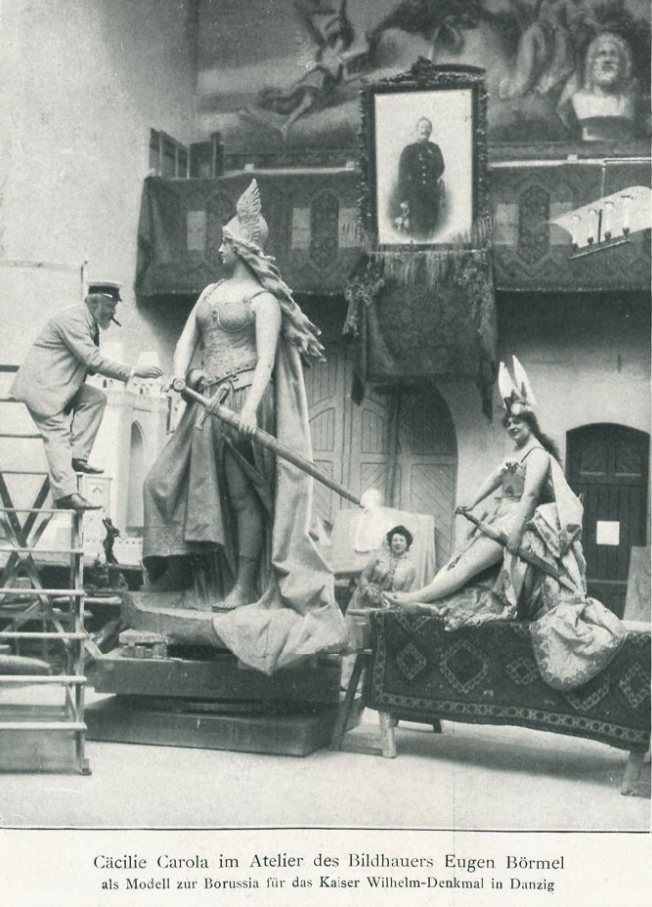
A készülő Vilmos császár emlékmű, Carola Cecília a szobor mögött modellt áll – Eugen Boermel munkája 1903-ból. Később elbontották.

Hogy megértsük mekkora jelenség volt Carola Cecília a múlt század elején, álljon itt pár példa.
Ő volt a modellje a Gdanski Vilmos császár emlékmű női szobrának. A szoborcsoportot később elbontották.  

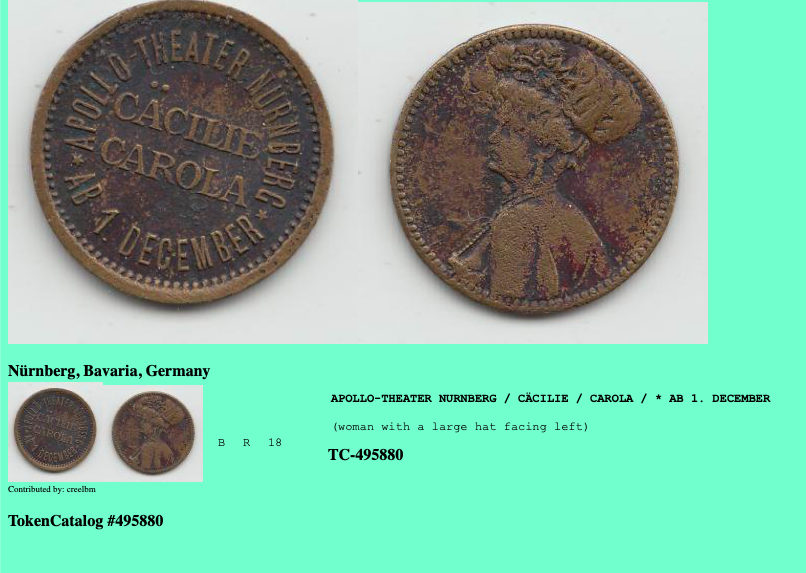
Emlékérmek az Apollo Színházból Carola Cecília képével díszítve 1901-ből

A berlini Apollo Theaterben is ünnepelt sztár volt, emlékérméket bocsátottak ki a tiszteletére 1901-ben. 

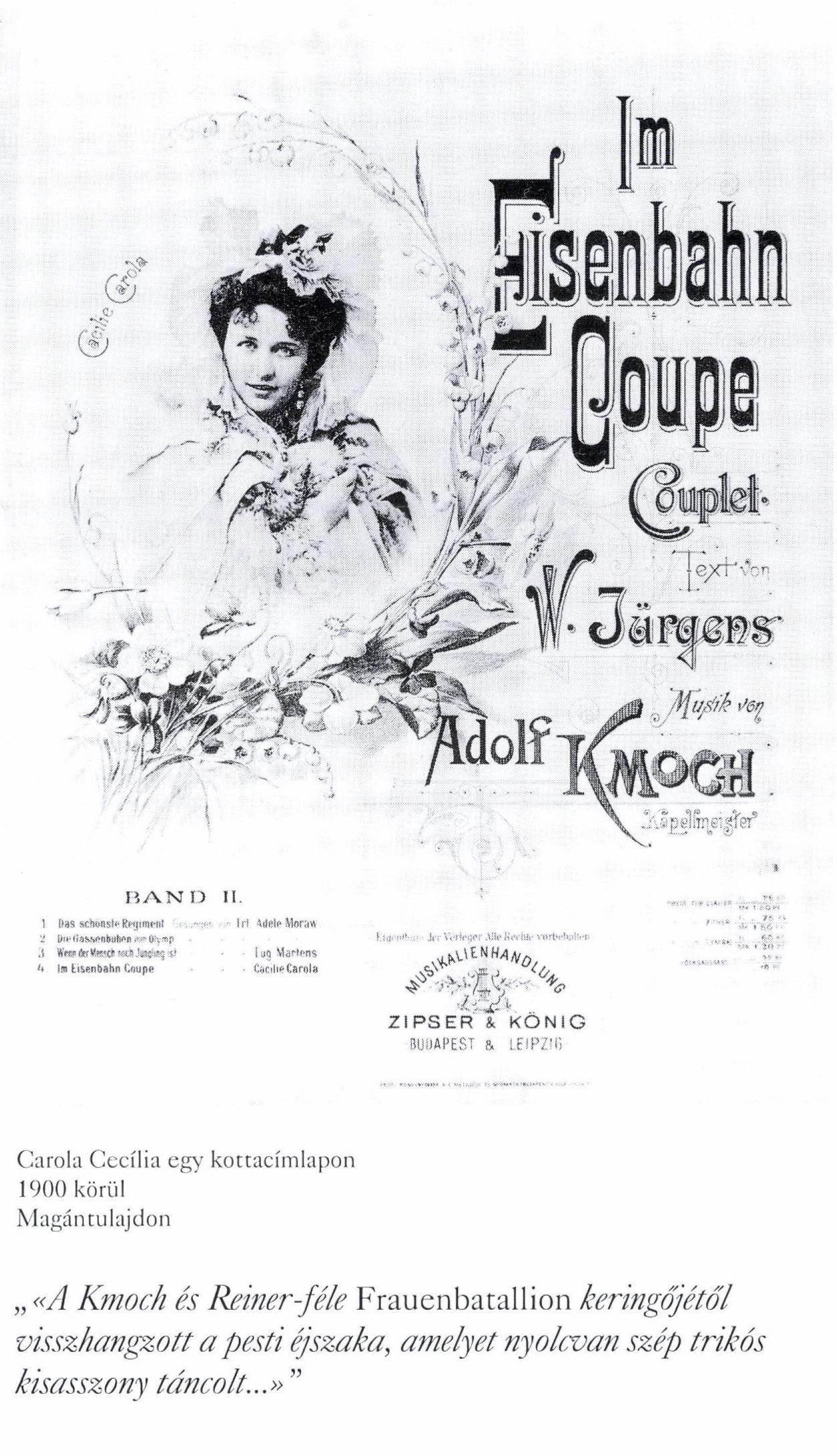
Carola Cecíliának egy 1900-as kottalapon, Adolf Kmoch keringője.

Kották, kiadványok jelentek meg a fényképeivel, amikben neki ajánlották a dalokat a szerzők.
1893. Budai Színkör – Kövessy Albert: A primadonna című bohózatában (Az Üstökös (1893-07-09. 2. szám) A darab hősnője Carola, aki a Somossy Orpheum énekesnője. (zenéjét szerezte: Tombor A. rendezte: Andorffi)
Paul Lincke Lysistrata című operettjéből az egyik leghíresebb dal a Glühwürmchen Idyll, ebből elsőként lemezfelvételt is készítettek Carola Cecíliával. A bemutató 1902. március 31-én volt a berlini Apollo Theaterben, ahol két másik sztárral Emma Malkowska-val és Kathi Herold-dal énekelt együtt. A felvétel időpontja 1902. április 1.
1925. – A Régi jó Budapest – Király Színház – Libretto: Szilágyi László – szerepel benne Carola Cecília alakja
1931. július 10. Bús Fekete László és Góth Sándor darabja, a Vihar a Balatonon megidézi Carola Cecília alakját, még a dalai is felcsendülnek, melyeket Honthy Hanna ad elő
1932. – A Fővárosi Operettszínházban bemutatott "Régi Orfeum" című darabban Honthy Hanna alakítja Cecíliát. Libretto: Faragó Jenő és Békeffi István ("Az operett 1900-ban játszódik és az egyik hősnője Carola Cecilia, aki valóban halálosan szerelmes volt annak idején egy kitűnő magyar poétába. A poéta nem törődött Carola Cecilia szerelmével, annál kevésbé, mert ö is halálosan szerelmes volt a Fővárosi Orfeum egyik kezdő színésznőjébe, akihez legszebb verseit írta. Ez a valódi történet az alapja a Régi orfeum librettójának.")
1937-es bemutatású Cecília c. darabban a Vígszínházban Fedák Sári alakította a főszerepet
1943-ban a Fővárosi Operettszínházban Fényes Szabolcs vezetésével bemutatják az "Egy boldog pesti nyár" című darabot, ebben ismét Honthy Hanna alakítja Cecíliát. A lapok "sakálvonyító" sikerről írnak.
1945. Csodabár c. darab a Magyar Színházban. Honthy Hanna játssza Carola Cecíliát Jávor Pár oldalán.
1948. A régi és az új Budapest - A Moulin Rouge műsora. Carola Cecíliát Déry Sári alakítja.
1950. Fejes Teri játssza Carola Cecíliát a Sziget rózsái című darabban a Fővárosi Varieté műsorán
1954. Kálmán Imre: Csárdáskirálynő – Békeffi – Keller féle átirat – Cecília (Anhilte) főhercegnő – akiről kiderül, hogy valamikor maga is sanzonett volt – Honthyra írták ezt a szerepet ismét
1961. Hazamennek a huszárok - Carola Cecília szerepében Szeleczky Zita (bemutató: San Francisco, USA)

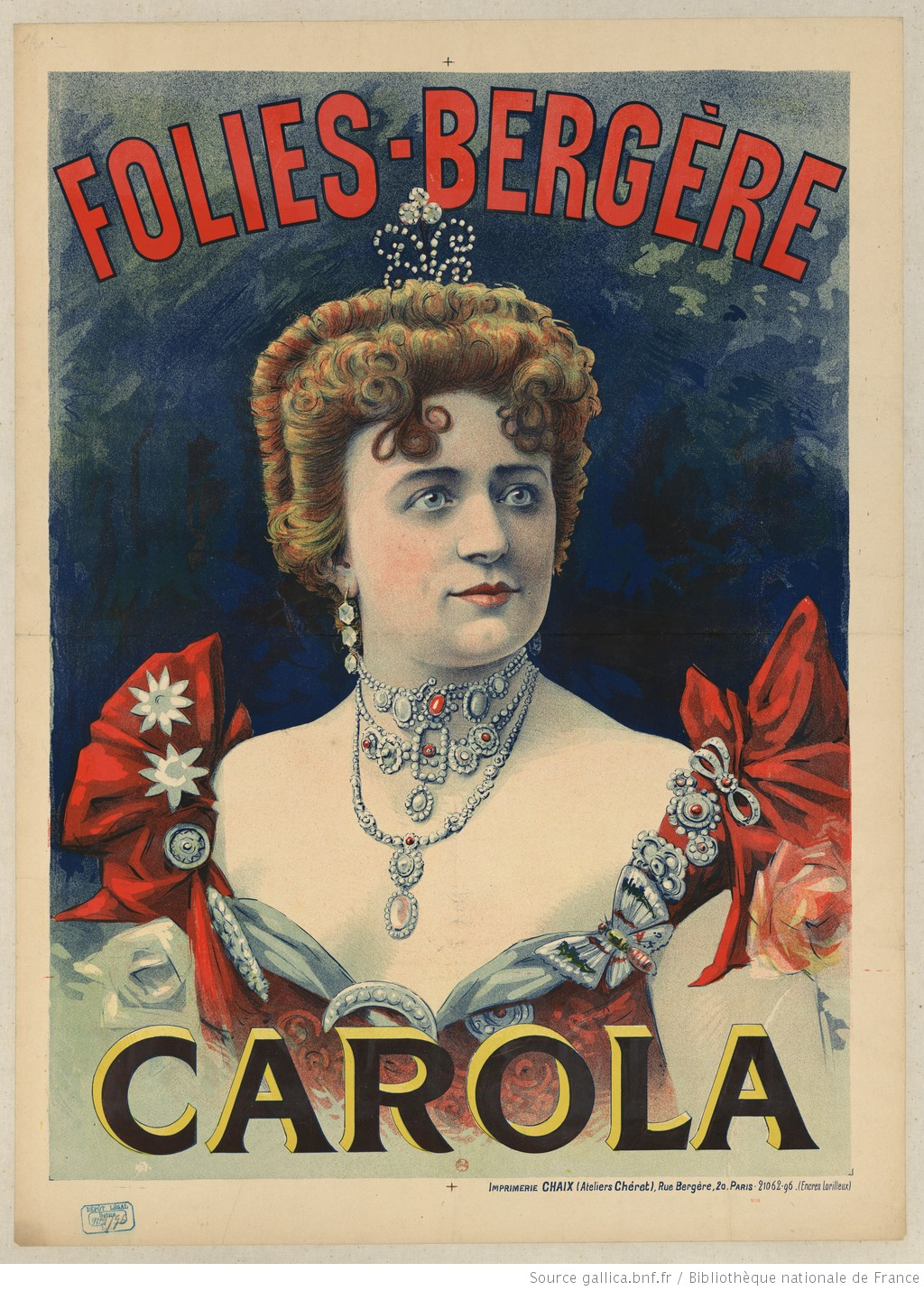
Carola Cecília, mint a Folies Bergeres primadonnája cca. 1904 körül

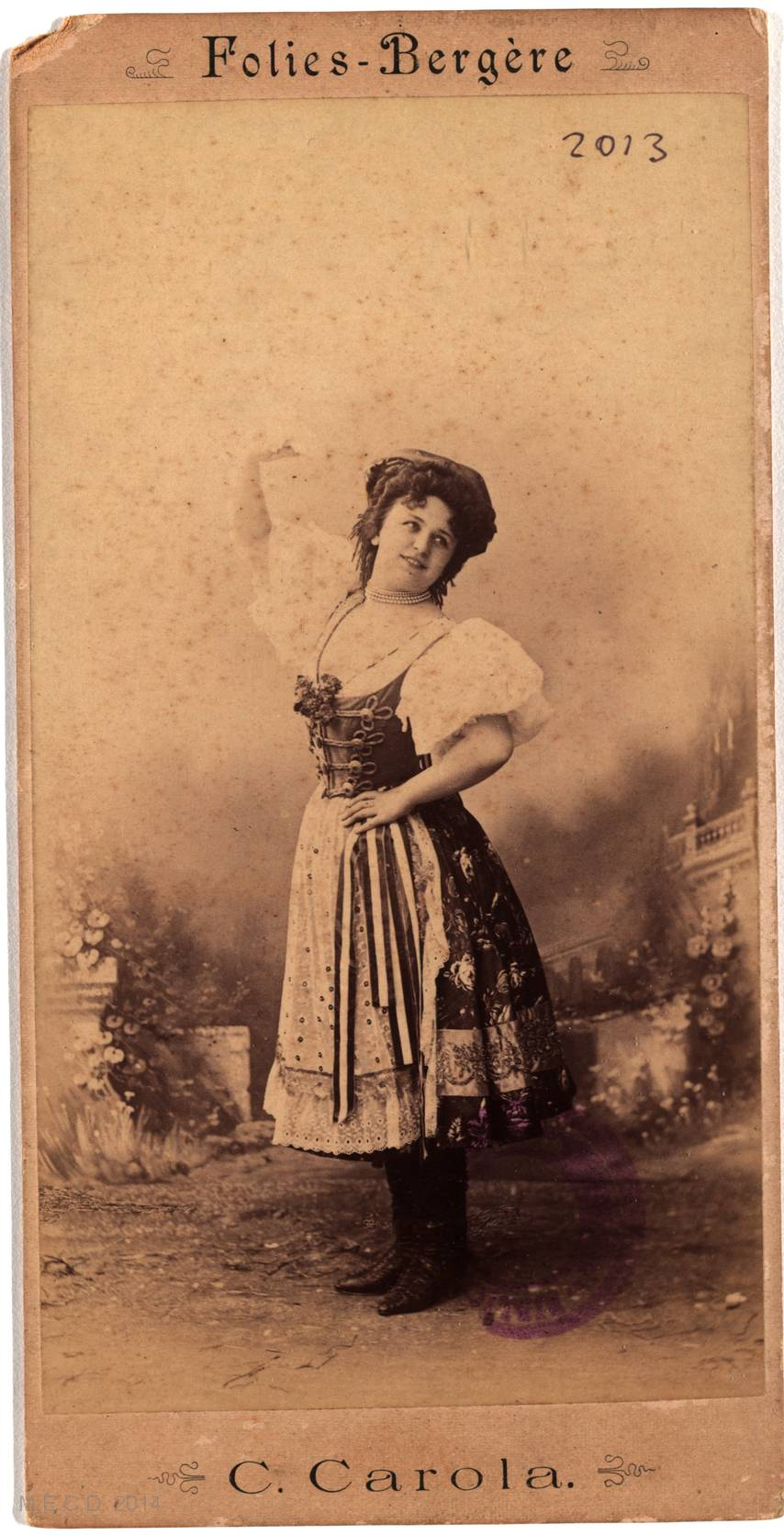
Carola Cecília, mint a Folies Bergeres primadonnája cca. 1904 körül